# کوین اولیت
 کوین اولیت (انگلیسی: Kevin Ullyett؛ زاده ۲۳ مهٔ ۱۹۷۲) یک تنیس‌باز اهل زیمبابوه است.